# 인도아리아어군의 언어 목록
다음은 인도아리아어군의 언어 목록이다.
- 고전어
  - 베다 산스크리트어
  - 산스크리트어
  - 미탄니어
  - 프라크리트어 : 팔리어

## 남부 인도아리아어군
- 콘칸어군
  - 고아 콘칸어
  - 삼베디어
  - 카트카리어
  - 콘칸어
  - 쿠크나어
  - 푸다기어
- 마라티어

- 발라이어
- 데칸어
- 고울란어
- 바라디나그푸리어

## 동부 인도아리아어군
- 데가루어
- 보테마지어
- 부크사어
- 타루어
  - 라나 타루어
  - 마호타리 타루어
  - 코칠라 타루어
  - 치트와니아 타루어
  - 테오쿠리 타루어

### 벵골아삼어
- 나하리어
- 말파하리아어
- 미르간어
- 벵골어
- 비슈누프리야마니푸르어
- 실로티어
- 아삼어
- 차크마어
- 치타공어
- 카리아타르어
- 카요르트어
- 쿠르무카르어
- 탕창야어
- 할비어

### 비하르어
- 마가드어
- 마이틸리어 (미틸라어)
- 마지어
- 무사사어
- 보즈푸리어
- 사드리어
- 수라즈푸리어
- 앙가어 (앙기카어)
- 오라온 사드리어
- 카리브 힌두스탄어
- 쿠드말리어
- 판치파르가니아어

### 오리야어군
- 렐리어
- 바트리어
- 보도파르자어
- 분지아어
- 오리야어 (오리아어)
  - 아디바시 오리야어
  - 데시야 오리야어
- 쿠피아어

## 북부 인도아리아어군
- 가르왈어
- 동부 파하리어
  - 네팔어
  - 팔파어
- 중부 파하리어
  - 쿠마온어
- 서부 파하리어
  - 가디어
  - 도그리어 (도그라어)
  - 마하수 파하리어
  - 만디어 (만데알리어)
  - 바드라와히어
  - 바티얄리어
  - 빌라스푸르어
  - 시마우리어 (심라어)
  - 자운사르어
  - 참바어 (참베알리어)
  - 추라흐어
  - 캉그라어
  - 쿨루 파하리어
  - 파하리포트와리어
  - 팡그왈리어 (팡기어)
  - 하리잔킨나우리어
  - 힌두리어

## 북서부 인도아리아어군
- 란다어
  - 미르푸르 펀자브어
  - 서부 펀자브어
  - 사라이키어
  - 자카티어
  - 케트라니어
  - 힌드코어
    - 남부 힌드코어
    - 북부 힌드코어
- 신드어군
  - 라시어
  - 신드어 (신디어)
  - 신디빌어
  - 자드갈리어
  - 카치어

## 동중부 인도아리아어군
- 단와르어
- 바겔어
- 아와드어
- 차티스가르어
- 피지 힌두스탄어

## 중부 인도아리아어군
- 도마리어
- 라자스탄어
- 로마어
- 펀자브어 (동부 펀자브어)
- 포와리어

### 구자라트어군
- 구자라트어
- 사우라슈트라어

### 빌어
- 가라시아어
  - 아디와시 가라시아어
  - 라즈푸트 가라시아어
- 가미트어
- 나할리어
- 노이리어
- 도리아어
- 두블리어
- 둥그라빌어
- 라타위어
- 마우치어
- 바렐리어
  - 라트위 바렐리어
  - 파우리 바렐리어
  - 팔리야 바렐리어
- 바우리아어
- 빌랄리어
- 빌리어
- 와그디어
- 초드리어
- 파르디어

### 서부 힌두어
- 게라어
- 고울리어
- 바야어
- 분델리어
- 브라즈바샤어
- 카나우즈어
- 차마리어
- 하리아나어
- 힌두스탄어

### 칸데시어군
- 아히라니어
- 단카어
- 칸데시어

## 신할라몰디브어
- 디베히어 (몰디브어)
- 신할라어
- 와니얄라아에토어 (베다어)